# Barbus hospes
Barbus hospes е вид лъчеперка от семейство Шаранови (Cyprinidae).

## Разпространение
Видът е разпространен в Намибия и Южна Африка (Северен Кейп).